# Bisdom Dipolog
Het bisdom Dipolog (Latijn: Dioecesis Dipologana) is een rooms-katholiek bisdom met als zetel Dipolog, op de Filipijnen. Het omvat de provincie Zamboanga del Norte. Het bisdom is suffragaan aan het aartsbisdom Ozamiz. 

## Geschiedenis
Het bisdom werd opgericht op 31 juli 1967, uit delen van het aartsbisdom Zamboanga, en was suffragaan aan het aartsbisdom Zamboanga. Op 24 januari 1983 veranderde het van kerkprovincie en werd suffragaan aan het aartsbisdom Ozamiz. 

## Parochies
Het bisdom had in 2021 een oppervlakte van 7.301 km2 en telde 1.056.000 inwoners waarvan 70,9% rooms-katholiek was.

## Bisschoppen
- Felix Sanchez Zafra (31 juli 1967 - 20 oktober 1986)
- Jose Ricare Manguiran (27 mei 1987 - 25 juli 2014)
- Severo Cagátan Caérmare (25 juli 2014 - heden)

## Galerij van afbeeldingen

Wapen van het bisdom
Voormalig wapen van het bisdom (1967-2014)
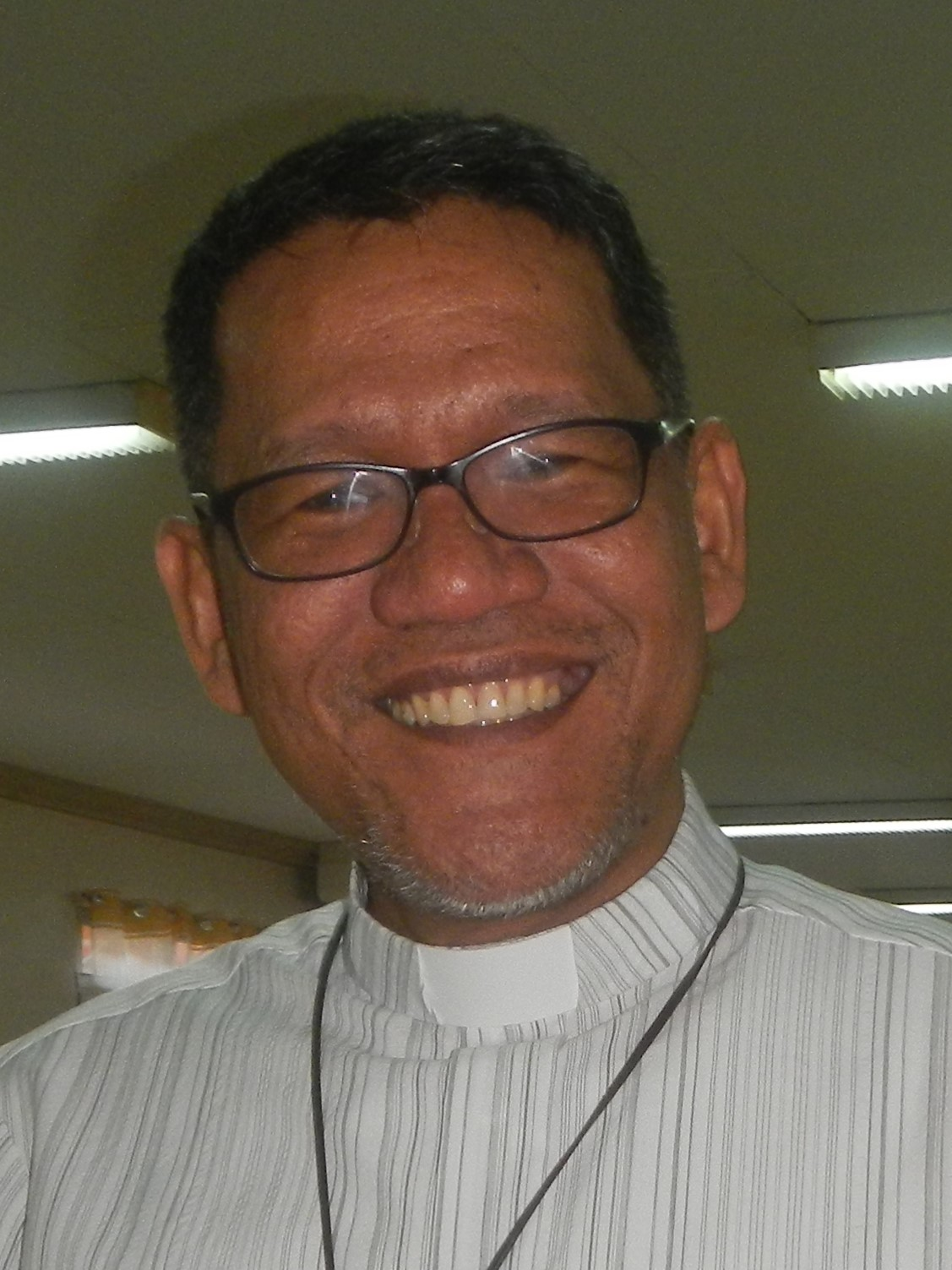
Bisschop Severo Cagátan Caérmare (2014-heden)
Bisschop Jose Ricare Manguiran (1987-2014)
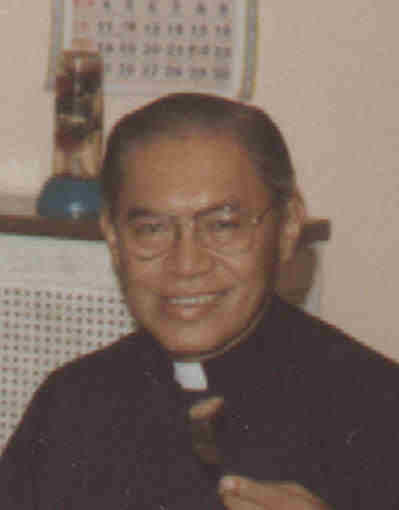
Bisschop Felix Sanchez Zafra (1967-1986), de eerste bisschop

Ozamiz (aartsbisdom) · Dipolog · Iligan · Marawi (prelatuur) · Pagadian